# Starczów
Starczów est une localité polonaise de la gmina de Kamieniec Ząbkowicki, située dans le powiat de Ząbkowice Śląskie en voïvodie de Basse-Silésie.

## Histoire
De 1742 à 1945, Alt Altmannsdorf fait partie de l'arrondissement de Frankenstein-en-Silésie dans le district de Breslau au sein de la province de Silésie.